# Никоненко, Станислав Степанович
Станисла́в Степа́нович Никоне́нко (публиковался под псевдонимами Ст. Степанов, С. Степанов, Ст. Турьин, Т. Трифонова; 24 февраля 1935, Москва, СССР — 17 августа 2016) — советский и российский журналист, литературовед, прозаик, поэт, сценарист и переводчик, специалист по эстетике. Один из авторов «Настольной книги атеиста», «Атеистического словаря», «Философского словаря», «Словаря по этике», «Краткого словаря по эстетике». Заслуженный работник культуры Российской Федерации (2002).

## Биография
Родился 24 февраля 1935 года в Москве.
В 1959 году окончил философский факультет МГУ имени М. В. Ломоносова, а также аспирантуру по кафедре эстетики.
Печататься начал в 1961 году. С 1965 года — член Союза журналистов СССР / Союза журналистов России С 1987 года — член Российского профессиональных союза литераторов.
Более 28 лет проработал редактором в различных редакциях журналов и издательств. В 1961—1975 годах — сотрудник Политиздата, в 1971—1972 годах — сотрудник дайджеста «Спутник» Агентства печати «Новости»; в 1975—1982 годах — сотрудник Института марксизма-ленинизма при ЦК КПСС; в 1982—1987 годах — сотрудник издательства «Советская Россия».
С 1964 года занимался изучением творчества забытых и ранее запрещённых писателей Русского зарубежья и советских писателей, в рамках которого им были подготовлены (составление, предисловие и комментарии) к изданию около 50 книг.
Кроме того он впервые опубликовал более 100 произведений и материалов А. Т. Аверченко, К. Д. Бальмонта, А. А. Блока, Н. А. Бердяева, Г. И. Газданова, Б. К. Зайцева, Е. И. Замятина, В. В. Маяковского, М. А. Осоргина, Б. Л. Пастернака, Б. Ю. Поплавского, А. М. Ремизова и Ю. Л. Слёзкина.
Перевёл на русский язык произведения Айзека Азимова, Роберта Артура, Энтони Беркли, Рэй Брэдбери, Чарльза Гилфорда (Дугласа Фарра), Ричарда Деминга, Л. Д. Залаты, Майкла Зуроя, Иэна Хантера, Мартина Кэйдина, Джона Диксона Карра, Агаты Кристи, Эллери Куин, Эда Макбейна, Ричарда Матесона, Эдмунда Криспина, Сомерсета Моэма, Богомила Райнова, Гарольда Роббинса, Дональда Уэстлейка, Флетчер Флоры, Дэшила Хэммета, Рэймонда Чандлера, Шёвалль и Валё, Стэнли Эллина, Свена Эльвестада (Стэна Ривертона), Эдварда Эронса.
Автор литературоведческих и исследовательских статей в журналах «Дружба народов», «Литературная учеба», «Сельская молодёжь», «Семья и школа» и «Смена» о творчестве писателей Юрия Галича, Б. Ю. Поплавского, И. С. Лyкaша, Ю. В. Мандельштама, Б. Г. Пантелеймонова, П. С. Романова и др.
Общий тираж подготовленных и составленных Никоненко книг, превышает семь миллионов экземпляров.
Являлся автором сценариев более десяти научно-популярных фильмов, снятых на киностудиях Центральной студии документальных фильмов и в творческого объединении «Экран».
Скончался 17 августа 2016 года.

## Награды
- Заслуженный работник культуры Российской Федерации (2002)[1][2].

## Сочинения

### Книги
- Белов А. В., Никоненко С. С. Наука против суеверий. — М.: Воениздат, 1963. — 123 с. (Научно-популярная библиотека)
- Легенда об Иисусе Христе. — М.: Советская Россия, 1964. — 88 с. (Отвечаем на вопросы верующих).
- Никоненко С. С., Рябов Ф. Г. Великий соратник Маркса: О Фридрихе Энгельсе. — М.: Политиздат, 1970. — 96 с.
- Где искать счастье?. — М.: Московский рабочий, 1971. — 88 с.
- Вознесение. — 2-е изд. — М.: Политиздат, 1975. — 77 с. (Беседы с верующими)
- Никоненко С. С., Тихомиров О. Н. Догоняйте, догоняйте!..: Повесть: Для сред. шк. возраста / Худож. Е. А. Медведев. — М.: Московский рабочий, 1979. — 247 с. (Мальчишкам и девчонкам).
- Развеяно ветром: Стихи. — М.: Диалог-МГУ, 1999. — 43 с. ISBN 5-89209-442-1

### Статьи
- Михаил Булгаков и Юрий Слёзкин Архивная копия от 16 января 2019 на Wayback Machine // Независимая газета, 18.05.2001
- Прогулка с белым зайцем. Рассказ Архивная копия от 17 марта 2019 на Wayback Machine // Русский литературный журнал «Молоко», 12.11.2001
- Михаил Булгаков и Юрий Слёзкин. История дружбы двух писателей в кривом зеркале литературоведов Архивная копия от 25 февраля 2019 на Wayback Machine // Русский литературный журнал «Молоко», 14.11.2001
- Гайто Газданов: проблема понимания Архивная копия от 9 марта 2019 на Wayback Machine // Хронос, 2001.

### Переводы
- Азимов А. Лакки Старр и кольца Сатурна // Азимов А. Космический рейнджер. В двух книгах. Книга 2. Рига: Полярис, 1992. С. 257—398. (Мастера фантастики) Тираж: 100000 экз. ISBN 5-88132-013-1
- Артур Р.[англ.] Милое семейство (рассказ, пер. совм. с Н. Никоненко) // Тайна третьей девушки / Сост. Н. И. Зряхов. М.: Интербук, 1990. С. 178—188 (Остросюжетный детектив) Тираж: 100000 экз. + 30000 экз. (доп.тираж) ISBN 5-7664-0469-7
- Беркли Э. Шоколадное дело (рассказ, пер. совм. с Н. Уманцем) // Погружение в ужас. М.: Крим-Пресс, 1993. С. 271—291 (Золотая корона) Тираж: 75000 экз. ISBN 5-85701-005-5
- Брэдбери Р. Октябрьская игра (рассказ, пер. совм. с Н. Никоненко) // Эффект Саксифрага. Донецк: Журнал «Донбасс», 1992. С. 86—93. Тираж: 4500 экз.
- Деминга Р.[англ.] Затмение // Искатель. 2002. № 8. С. 135—159. Тираж: 16000 экз.
- Залата Л. Д.[укр.] Волчьи ягоды (роман, пер. совместно с Н. Уманцем) // Волчьи ягоды. / Илл. Л. Белова. М.: Молодая гвардия, 1986. С. 5—192. (Стрела) Тираж: 100000 экз.
- Зурой М.[фр.] Сколько стоит убийство // Мир «Искателя». 2002’4 (31). С. 229—248.
- Карр Дж. Д. Три гроба (роман, пер. совм. с Н. Уманцем) // Мастера детектива. Вып. 10. / Сост. Н. А. Галахова. М.: Пресса, 1994. С. 183—366. (Мастера детектива) Тираж: 30000 экз. ISBN 5-253-00727-X
- Криспин Э.[англ.] Розыгрыш (рассказ) // НЛО. Литературное приложение в газете «На страже Родины». 1994. С. 13—14
- Кристи А. Десять негритят. / сокр. пер. С. Никоненко, Н. Уманца. — М.: Прейскурантиздат: СП МИГ-MPG, 1987. — 102 с. (Агата Кристи. Собрание сочинений) ISBN 5-85230-014-4 Тираж: 100000 экз. + 200000 экз. (доп.тираж)
- Красный сигнал
  - Кристи А. Красный сигнал (начало рассказа, пер. совм. с Н. Уманцем, илл. Т. Фадеевой) // Наука и религия. 1987. № 10. С. 42-43. Тираж: 400000 экз.
  - Кристи А. Красный сигнал (окончание рассказа, пер. совм. с Н. Уманцем, илл. Т. Фадеевой) // Наука и религия. 1987. № 12. С. 44-46. Тираж: 400000 экз.
  - Кристи А. Красный сигнал (рассказ, пер. совм. с Н. Уманцем) // Кристи А. Красный сигнал. Эриманфский вепрь. Божественный свет. М.: Прейскурантиздат, 1991. — С. 3—19. (Агата Кристи. Собрание сочинений) ISBN 5-85230-025-X Тираж: 100000 экз.
  - Кристи А. Красный сигнал (рассказ, пер. совм. с Н. Уманцем) // Кристи А. Спиритический сеанс. М.: Советская Россия, 1991. С. 250—268. ISBN 5-268-00948-6 Тираж: 100000 экз.
  - Кристи А. Красный сигнал (рассказ, пер. совм. с Н. Уманцем) // Кристи А. Гончая смерти. М.: Эксмо, 2009. С. 32—61 (Вся Кристи — мини) ISBN 978-5-699-32751-5 Тираж: 10000 экз. + 5000 экз. (доп.тираж)
- Зло под солнцем
  - Кристи А. Зло под солнцем. / пер. С. Никоненко, Н. Уманца. М.: Имидж, 1991. — 208 с. (1991 — год Агаты Кристи) ISBN 5-86044-001-4 Тираж: 400000 экз.
  - Кристи А. Зло под солнцем. // Кристи А. Эркюль Пуаро. Т. 10. / Сост. Л. Нункевич, В. Цветков. Рига: Полярис, 1995. С. 145—350 (Детективы Агаты Кристи в 40 томах) ISBN 5-88132-212-6145—350 Тираж: 10000 экз.
- Мужчина в коричневом костюме
  - Кристи А. Мужчина в коричневом костюме. М.: ВААП-информ, 1991. 192 с. (Зарубежный детектив) ISBN 5-85212-006-5 Тираж: 300000 экз.
  - Кристи А. Мужчина в коричневом костюме. Кристи А. Сочинения. Т. 10. М.: Московская штаб-квартира Международной ассоциации детективного и политического романа, 1991. 368 с. (Агата Кристи. Сочинения) ISBN 5-85275-029-8, ISBN 5-85275-001-8 Тираж: 600000 экз.
- Удивительное происшествие, случившееся с сэром Артуром Кэрмайклом / Удивительное происшествие с сэром Артуром Кэрмайклом
  - Кристи А. Удивительное происшествие, случившееся с сэром Артуром Кэрмайклом (рассказ, пер. совм. с Н. Румянцевой) // Кристи А. Спиритический сеанс. М.: Советская Россия, 1991. С. 301—320. ISBN 5-268-00948-6 Тираж: 100000 экз.
  - Кристи А. Удивительное происшествие с сэром Артуром Кэрмайклом // Кристи А. Гончая смерти. Т. 15. Внецикловый роман и рассказы. М.: Центрполиграф, 1997. С. 374—399. (Агата Кристи. Полное собрание детективных произведений) ISBN 5-218-00503-7 (Т. 15), ISBN 5-218-00267-4 Тираж: 12000 экз.
  - Кристи А. Удивительное происшествие с сэром Артуром Кэрмайклом // Кристи А. Собрание сочинений. Т. 27 / Сост. С. Кузьмин. — Мн.: Международный книжный дом, 1997. С. 370—393. (Собрание сочинений Агаты Кристи в 40 томах) ISBN 985-428-087-X Тираж: 12000 экз.
  - Кристи А. Удивительное происшествие с сэром Артуром Кэрмайклом // Кристи А. Гончая смерти. М.: Эксмо, 2009. С. 187—217 (Вся Кристи — мини) ISBN 978-5-699-32751-5 Тираж: 10000 экз. + 5000 экз. (доп.тираж)
- Последний сеанс / Последний спиритический сеанс
  - Кристи А. Последний сеанс // Кристи А. Спиритический сеанс. М.: Советская Россия, 1991. С. 321—324. ISBN 5-268-00948-6 Тираж: 100000 экз.
  - Кристи А. Последний спиритический сеанс // Кристи А. Гончая смерти. М.: Эксмо, 2009. С. 241—262 (Вся Кристи — мини) ISBN 978-5-699-32751-5 Тираж: 10000 экз. + 5000 экз. (доп.тираж)
- Пёс смерти / Гончая смерти
  - Кристи А. Пёс смерти (рассказ, пер. совм. с Н. Румянцевой) // Кристи А. Сочинения. Т. 4. М.: Новости, 1992. (Библиотека детектива / Сочинения Кристи) Тираж: 200000 экз. ISBN 5-7020-0528-7
  - Кристи А. Гончая смерти (рассказ, пер. совм. с Н. Румянцевой) // Кристи А. Гончая смерти. М.: Центрполиграф, 1997. С. 213—237. (Агата Кристи. Полное собрание детективных произведений) ISBN 5-218-00503-7 (Т. 15), ISBN 5-218-00267-4 Тираж: 12000 экз.
  - Кристи А. Пёс смерти (рассказ, пер. совм. с Н. Румянцевой) // Кристи А. Собрание сочинений. Т. 27 / Сост. С. Кузьмин. — Мн.: Международный книжный дом, 1997. С. 394—415. (Собрание сочинений Агаты Кристи в 40 томах) ISBN 985-428-087-X Тираж: 12000 экз.
  - Кристи А.Гончая смерти (рассказ, пер. совм. с Н. Румянцевой) // Кристи А. Гончая смерти. М.: Эксмо, 2009. С. 5—31 (Вся Кристи — мини) ISBN 978-5-699-32751-5 Тираж: 10000 экз. + 5000 экз. (доп.тираж)
- Кристи А. Случай в отеле «Гранд-Метрополитен» (повесть, пер. совм. с Н. Уманцем) // Кристи А. Сочинения. Т. 4. М.: Новости, 1992. (Библиотека детектива / Сочинения Кристи) Тираж: 200000 экз. ISBN 5-7020-0528-7
- Кристи А. Пять поросят // Кристи А. Сочинения. Вып. II. Т. 6. / Сост. М. А. Богомолова. М.: Новости, 1992. С. 131—297. (Библиотека детектива / Сочинения Кристи) Тираж: 200000 экз. ISBN 5-7020-0530-9
- Кристи А. Печальный кипарис // Кристи А. Раз, два, пряжка держится едва… Печальный кипарис. Зло под солнцем. Икс или игрек? М.: Артикул, 1998. С. 176—358 (Агата Кристи. Собрание сочинений (+ дополнения)) Тираж: 30000 экз. ISBN 5-93776-011-5, ISBN 5-93776-001-8
- Зов крыльев
  - Кристи А. Зов крыльев // Кристи А. Пес смерти. Мисс Марпл рассказывает. Расследует Паркер Пайн. Второй гонг. М.: Артикул-принт, 2000. — С. 157—171. (Агата Кристи. Собрание сочинений (+ дополнения)) ISBN 5-93776-009-3 (т. 20/3), ISBN 5-93776-001-8 Тираж: 30000 экз.
  - Кристи А. Зов крыльев // Кристи А. Гончая смерти. М.: Эксмо, 2009. С. 218—240 (Вся Кристи — мини) ISBN 978-5-699-32751-5 Тираж: 10000 экз. + 5000 экз. (доп.тираж)
- Кристи А. Лампа // Кристи А. Гончая смерти. М.: Эксмо, 2009. С. 104—116 (Вся Кристи — мини) ISBN 978-5-699-32751-5 Тираж: 10000 экз. + 5000 экз. (доп.тираж)
- Эллери Куин. Божественный свет (повесть, пер. совм. с Н. Уманцем) // Красный сигнал. Эриманфский вепрь. Божественный свет. М.: Прейскурантиздат, 1991. — С. 37—95. (Агата Кристи. Собрание сочинений) ISBN 5-85230-025-X Тираж: 100000 экз.
- Кэйдин М.[англ.] На грани ночи. М.: Молодая гвардия, 1988. 143 с. (Библиотека журнала ЦК ВЛКСМ «Молодая гвардия») Тираж: 75000 экз.
- Эд Макбейн Топор (повесть, пер. совм. с. Н. Лосевой, С. Никоненко) // Эд Макбейн Плата за шантаж. Тюмень: ТОО «Миньон», 1992. — С. 261—380. (Американский детектив: 87-й полицейский участок, 87-й полицейский участок. Сборник третий) Тираж: 100000 экз. ISBN 5-900219-02-X
- Матесон Р. Не превышай скорости (илл. А. Дюрсо) // Смена. 2004. № 9. С. 100—111
- Не хвали день по утру / Утро — ещё не день / Хвали утро вечером
  - Райнов Б. Утро — ещё не день (роман) (илл. В. Фекляева и Н. Михайлова.) // Подвиг. 1983. № 6. С. 8—149. Тираж: 350000 экз.
  - Райнов Б. Не хвали день по утру (роман) // Райнов Б. Романы. Книга 3. / Сост. М. Тарасова. Новосибирск: Гермес, 1994. С. 169—350. ISBN 5-86750-026-8 Тираж: 30000 экз.
  - Райнов Б. Утро — ещё не день (роман) // Райнов Б. Три встречи с инспектором. / Худ. Б. А. Сопин. М.: Канон, 1995. — С. 5—188. (Большая библиотека криминального романа) ISBN 5-88373-039-6 Тираж: 29000 экз.
  - Райнов Б. Хвали утро вечером. — СПб.: Амфора, 2016. — 255 с. (Разведчики и шпионы) ISBN 978-5-367-03708-1, ISBN 978-5-367-03728-9 Тираж: 6042 экз.
- Ривертон С. Железная коляска (роман, пер. совм. с Н. Уманцем) // Мастера детектива. Вып. 10. / Сост. Н. А. Галахова. М.: Пресса, 1994. С. 367—492. (Мастера детектива) Тираж: 30000 экз. ISBN 5-253-00727-X
- Карпетбеггеры / Охотники за удачей
  - Роббинс Г. Карпетбеггеры. Часть II. М.: Имидж, 1992. (Гарольд Роббинс. Избранные произведения в шести томах. Т. 2) ISBN 5-86044-011-1, ISBN 5-86044-015-4 Тираж: 75000 экз.
  - Роббинс Г. Охотники за удачей. / пер. С. С. Никоненко, И. Синельщиковой, Е. Синельщикова, Т. Л. Черезовой М.: Захаров, 2007. 508 с. (Гарольд Роббинс. Голливудская трилогия) ISBN 978-5-8159-0743-0 Тираж: 5000 экз.
- Уэстлейк Д. Убийца лучшего друга (рассказ) // Проклятый изумруд. — М.: Пресса, 1994. С. 282—308 (Дымящийся пистолет) Тираж: 100000 экз. ISBN 5-253-00773-3
- Фарр Д. Из любви к десяти миллионам // Искатель. 2002. № 9. С. 123—144. Тираж: 16000 экз.
- Флора Ф.[фр.] Три бутылки // Мир «Искателя». 2002’2 (29). С. 247—255. Тираж: 5000 экз.
- Две жемчужины
  - Чандлер Р. Две жемчужины (начало повести, илл. Н. Михайлова)// Сельская молодёжь. 1990. № 2. С. 50—56. Тираж: 1480000 экз.
  - Чандлер Р. Две жемчужины (окончание повести, илл. Н. Михайлова)// Сельская молодёжь. 1990. № 3. С. 50—56. Тираж: 1480000 экз.
- Чандлер Р. Занавес (повесть, пер. совм. с Н. Уманцем) // Проигравший платит. М.: Крим-Пресс, 1992. С. 211—260. (Золотая корона) ISBN 5-85701-013-6 Тираж: 100000 экз.
- Чандлер Р. Убийца под дождём (рассказ, пер. совм. с Я. Никоненко) // Чандлер Р. Полное собрание сочинений. Т. 3. М.: Renaissance, ИВО-СиД, 1993. С. 207—250. (Раймонд Чандлер. ПСС в 8-ми тт.) Тираж: 50000 экз. ISBN 5-8396-0127-6
- Хантер И. Не шуточное дело // Cмена. 1970. № 1. С. 22—23 (пер. совм. с Н. Никоненко; илл. Г. Д. Новожилова) Тираж: 1050000 экз.
- Суета вокруг короля
  - Хэммет Д. Суета вокруг короля (рассказ, пер. совм. с Н. Уманцем) // Погружение в ужас. М.: Крим-Пресс, 1993. С. 293—354 (Золотая корона) Тираж: 75000 экз. ISBN 5-85701-005-5
  - Хэммет Д. Суета вокруг короля (рассказ, пер. совм. с Н. Уманцем) // Хэммет Д. Детективы Дэшила Хэммета. В четырех томах. Том 3

Рига: Полярис, 1996. С. 294—344 (Детективы Дэшила Хэммета в четырех томах) ISBN 5-88132-149-9 Тираж: 10000 экз.
- Смеющийся полицейский / В тупике
  - Шёвалль М., Валё П. В тупике (начало романа; илл. Г. Д. Новожилова) // Вокруг света. 1981. № 3. С. 54—60. Тираж: 2875000 экз.
  - Шёвалль М., Валё П. В тупике (продолжение романа; илл. Г. Д. Новожилова) // Вокруг света. 1981. № 4. С. 55—61. Тираж: 2850000 экз.
  - Шёвалль М., Валё П. В тупике (продолжение романа; илл. Г. Д. Новожилова) // Вокруг света. 1981. № 5. С. 54—61. Тираж: 2850000 экз.
  - Шёвалль М., Валё П. В тупике (продолжение романа; илл. Г. Д. Новожилова) // Вокруг света. 1981. № 6. С. 54—60. Тираж: 2850000 экз.
  - Шёвалль М., Валё П. В тупике (продолжение романа; илл. Г. Д. Новожилова) // Вокруг света. 1981. № 7. С. 53—59. Тираж: 2850000 экз.
  - Шёвалль М., Валё П. В тупике (продолжение романа; илл. Г. Д. Новожилова) // Вокруг света. 1981. № 8. С. 25—31. Тираж: 2850000 экз.
  - Шёвалль М., Валё П. Смеющийся полицейский (пер. в сокращении) // Поединок: сборник. Вып. 15. / Сост. Э. А. Хруцкий; Худ. А. Бобров, А. Плаксин. М.: Московский рабочий, 1989. — С. 368—508. ISBN 5-239-00334-3 (Поединок) Тираж: 100000 экз.
  - Шёвалль М., Валё П. Смеющийся полицейский (илл. А. И. Анно) // Шёвалль М., Валё П. Розанн. Смеющийся полицейский / Сост. С. С. Никоненко. — М.: Правда, 1992. — С. 175—390. (Мир приключений) ISBN 5-253-00627-3 Тираж: 70000 экз.
  - Шёвалль М., Валё П. В тупике // Золотой фонд детектива. Т. 12. / Сост. В. В. Гавшин. — Днепропетровск: Днепрокнига, 1995. — С. 292—409. (Золотой фонд детектива в 20 томах) ISBN 5-89975-033-2 (т. 12), ISBN 5-89975-021-9 Тираж: 50000 экз.
- Эллин С. Берегись автомобиля (илл. В. Фёдорова) // Смена. 2003. № 9. С. 31—38.
- Эронса Э.[англ.] Кошмарное путешествие // Подвиг. 1996. № 3.

### Составление и редакция
- Гашек Я. Урок закона Божьего: рассказы. / Сот., послесл. С. С. Никоненко. М.: Госполитиздат, 1963. 56 с.
- Тайны вокруг нас: Атеистические произведения авторов «Сатирикона» / Сост. С. С. Никоненко; Послесл. Г. Ландау; Ил.: Л. Филиппова. — М.: Политиздат, 1965. — 79 с. (Художественная атеистическая б-ка).
- Аверченко А. Т. Избранные рассказы / Сост. и примеч. С. С. Никоненко; Вступ. ст. О. А. Михайлова; Худож. Ю. К. Бажанов. — М.: Советская Россия, 1985. — 349 с.
- Аверченко А. Т. Бритва в киселе : Избранные произведения / Сост., вступ. ст., с. 5-24 и примеч. С. С. Никоненко; Илл. Е. О. Ведерникова. — М. : Правда, 1990. — 476 с. ISBN 5-253-00162-X
- Аверченко А. Т. Чёртово колесо / Вступ. ст., сост., подгот. текста С. С. Никоненко. — М. : Русская книга, 1994. — 495 с. (Всемирная библиотека юмора) ISBN 5-268-00165-5
- Аверченко А. Т. Собрание сочинений : в 6 т. / вступ. ст., сост., подгот. текста и коммент. С. С. Никоненко. — М.: Терра-Книжный клуб, 2006. ISBN 5-275-01389-2
- Аверченко А. Т. Мурка: рассказы/ сост., вступ. ст. С. С. Никоненко. — М.: Русская книга — XXI век, 2007. — 538 с. (Юмор. Классика). ISBN 978-5-91123-006-7
- Аверченко А. Т. Собрание сочинений: в 13 т. / вступ. ст., сост., подгот. текста и коммент. С. С. Никоненко. — М. : Дмитрий Сечин, 2012. ISBN 978-5-904962-11-1
- Аверченко А. Т. Избранное / сост., вступ. ст. С. С. Никоненко. — М.: Книжный клуб 36.6, 2016. — 623 с. ISBN 978-5-98697-356-2 : 2000 экз.
- Арцыбашев М. П. Тени утра : Роман, повести, рассказы / сост., подгот. текста, вступ. ст., с. 3-18, примеч. С. С. Никоненко. — М.: Современник, 1990. — 560 с. ISBN 5-270-01135-2
- Бахрах А. В. Бунин в халате; По памяти, по записям / сост., вступ. ст., комм. С. С. Никоненко. — М.: ПРОЗАиК, 2018. — 639 с. ISBN 978-5-91631-278-2 : 3000 экз.
- Брюсов В. Я. Избранная проза / Сост. и коммент. С. С. Никоненко; Вступ. ст. А. В. Лаврова; Худож. В. П. Низов. — М.: Современник, 1989. — 671 с. (Классич. б-ка «Современника») ISBN 5-270-00103-9
- Газданов Г. И. Призрак Александра Вольфа: Романы / Сост., вступ. ст., с. 3-20, подгот. текста С. С. Никоненко. — М.: Художественная литература, 1990. — 701 с. ISBN 5-280-01579-2
- Газданов Г. И. Собрание сочинений: В 3 т. / Сост., подгот. текста Л. Диенеша и др.; Авт. предисл. Л. Диенеш; Вступ. ст. С. С. Никоненко, с. 13-36; Коммент. Л. Сыроватко и др.]. Т. 1: Вечер у Клэр; История одного путешествия; Полёт; Ночные дороги: Романы. — М.: АО «Согласие». — 719 с. ISBN 5-86884-036-4
- Газданов Г. И. Собрание сочинений : В 3 т. / Сост., подгот. текста Л. Диенеша и др.; Коммент. Л. Сыроватко; Вступ. ст. С. С. Никоненко. Т. 2: Призрак Александра Вольфа; Возвращение Будды; Пилигримы; Пробуждение; Эвелина и ее друзья : [Романы]. — М. : АО «Согласие». — 799 с. ISBN 5-86884-037-2
- Газданов Г. И. Собрание сочинений : В 3 т. / Сост., подгот. текста Л. Диенеша и др.; Коммент. Л. Сыроватко; Вступ. ст. С. С. Никоненко. Т. 3: Рассказы на французской земле. — М. : АО «Согласие». — 345 с. ISBN 5-86884-038-0
- Гладков А. К. Мейерхольд, Пастернак и другие / сост., вступ. ст., комм. С. С. Никоненко. — М. : ПРОЗАиК, 2018. — 703 с. ISBN 978-5-91631-277-5 : 3000 экз.
- Замятин Е. И. Собрание сочинений: В 5 т.; Сост., подгот. текста, коммент. С. С. Никоненко и А. Тюрина. — М.: Русская книга, 2003. ISBN 5-268-00523-5
- Озорные частушки / Сост. С. С. Никоненко. — М. : Лабиринт-К, 1999. — 447 с. (Русский смех) ISBN 5-7811-0079-2
- Пантелеймонов Б. Г. Приключения дяди Володи: Повести и рассказы : Для ст. шк. возраста / Сост., вступ. ст. и подгот. текстов С. С. Никоненко. — М.: Русская книга, 1992. — 367 с. : ил.; 21 см; ISBN 5-268-01335-1
- Романов П. С. Избранные произведения / сост., вступ. ст., с. 3-24, коммент. С. С. Никоненко. — М.: Художественная литература, 1988. — 400 с. ISBN 5-280-00084-1
- Романов П. С. Повести и рассказы / сост., подгот. текста и вступ. ст., с. 3-18, С. С. Никоненко. — М.: Художественная литература, 1990. — 496 с. ISBN 5-280-01121-5
- Тэффи. Предсказатель прошлого: Рассказы / Сост. и послесл. С. С. Никоненко; Ил.: М. Скобелев и А. Елисеев. — М.: Политиздат, 1967. — 47 с.
- Тэффи. Моя летопись / сост., предисл., примеч. С. С. Никоненко. — М.: ПРОЗАиК, 2016. — 655 с. ISBN 978-5-91631-249-2 : 2000 экз.